# Diòcesi de Ptolemaida de Fenícia
La diòcesi de Ptolemaida de Fenícia (llatí: Dioecesis Ptolemaidensis in Phoenicia) és una seu titular de l'Església Catòlica.
La ciutat ha tingut diversos noms en el decurs de la seva llarguíssima història: Acó en temps bíblics, Ptolemaida de Fenícia en el període hel·lenístic i romà i Sant Joan d'Acre en l'edat mitjana. Correspon a l'actual ciutat israeliana d'Acre.

## Història
Ptolemaida de Fenícia fou una seu episcopal de la província romana de Fenícia Primera, a la diòcesi civil d'Orient. Formava part del patriarcat d'Antioquia i era sufragània de l'arxidiòcesi de Tir, com ho demostra una Notitia episcopatuum del segle vi.
La introducció del cristianisme a Ptolemaida es remunta a l'època apostòlica. L'apòstol sant Pau, de tornada del seu viatge a Macedònia, Acaia i Àsia, desembarcà a Tir i des d'allí es dirigí a Ptolemaida, on passà uns dies amb la comunitat cristiana local.
El primer bisbe conegut és Clar, que cap al 190 participà en un concili en el qual es reuniren alguns bisbes de Fenícia i Palestina per discutir la data de la festa pasqual. El següent bisbe conegut fou Enees, que assistí al Primer Concili de Nicea el 325 i al sínode celebrat a Antioquia el 341. Nectab fou un dels pares del Primer Concili Ecumènic de Constantinoble el 381. Entre els segles iv i v visqué el bisbe Antíoc, adversari de Joan Crisòstom. Hel·ladi participà en el Concili d'Efes el 431. Pau intervingué en el concili convocat a Antioquia el 445 per jutjar les accions d'Atanasi de Perre, així com en el Concili de Calcedònia del 451. El nom de Pau es troba igualment entre els destinataris de la carta de l'emperador romà d'Orient Lleó I el Traci adreçada als bisbes de la Fenícia Primera al 458; es tracta probablement del bisbe de Ptolemaida, tot i que no signà la carta de resposta dels bisbes de la seva província.
El nom de Fotí és documentat per una inscripció que data del 486/6 i fou trobada entre les restes d'una església romana d'Orient al jaciment de Xavei Tsiyon Joan assistí al concili provincial presidit pel metropolità Epifani de Tir el 16 de setembre del 518, contra Sever d'Antioquia i els partidaris del monofisisme, i en subscrigué la carta sinòdica. Finalment, l'últim bisbe conegut és Jordi, que participà en el Segon Concili de Constantinoble el 553. La sigil·lografia ha documentat el nom del bisbe Joan per mitjà del seu segell del segle xi, indici que en aquella època encara hi havia una seu grega a la ciutat.
Amb la conquesta dels croats al segle xii, la ciutat, dita Sant Joan d'Acre, fou inclosa en el Regne de Jerusalem i s'hi fundà una diòcesi de ritu llatí amb seu a la catedral de la Santa Creu. En contra de la praxi i la tradició eclesiàstica oriental, els croats sostragueren la diòcesi, juntament amb altres de la Fenícia meridional, al patriarcat d'Antioquia per sotmetre-la al patriarcat llatí de Jerusalem.
Després de la caiguda de Jerusalem el 1187, la seu del patriarca fou transferida provisionalment a Tir i després a Sant Joan d'Acre el 1191; el patriarca tornà a Jerusalem el 1229, quan la ciutat fou restituïda als croats, i de nou a Sant Joan d'Acre el 1244. Sant Joan d'Acre tingué un bisbe propi fins al 1263, quan els patriarques de Jerusalem la prengueren en administració fins a la caiguda de la ciutat en mans dels musulmans el 1291. El bisbe més conegut de Sant Joan d'Acre fou el cronista Jaume de Vitry.
A partir del segle xiv, Ptolemaida de Fenícia és enumerada entre les seus episcopals titulars de l'Església Catòlica. Fins a mitjans del segle xix encara duia el nom d'Aconensis o Acconensis. Ha romàs vacant des del 12 de setembre del 1988.

## Llista de bisbes

### Bisbes de Ptolemaida
- Clar † (finals del segle ii)
- Enees † (abans del 325 - després del 341)
- Nectab o Nestab[3] † (esmentat el 381)
- Antíoc † (principis del segle v)
- Hel·ladi † (esmentat el 431)
- Pau † (abans del 445 - després del 458)
- Fotí † (esmentat el 485/6)
- Joan I † (esmentat el 518)
- Jordi? † (esmentat el 553)
- Joan II † (segle xi)

### Bisbes de Sant Joan d'Acre
- Joan † (abans del 1133 - després del 1135)
- Rorgó † (abans del 1144 - després del 1148)[7]
- Frederic † (abans del 1050 - 1163 nomenat arquebisbe de Tir)
- Guillem † (ca. 1163 - 30 de maig del 1171 mort)
- Josci † (23 de novembre del 1171 - ca. 1186 nomenat arquebisbe de Tir)
- Rufí † (? - 4 de juliol del 1187 mort)
- Anònim † (? - 1190 mort)
- Teobald † (abans de febrer del 1191 - després del 1199)
- Joan de Noyon † (esmentat el 1202/1204)
- Florenci † (ca. 1208)[8]
- Jacques de Vitry † (31 de juliol del 1216 - 1228 nomenat cardenal bisbe de Túsculum)
- Joan de Provino † (abans de juny del 1228 - després de febrer del 1233 mort)
- Rodolf (o Raül) † (abans de juliol del 1235 - després del 3 d'abril del 1245)
- Gualter † (abans del 1248 - 1253 mort)
- Florenci † (21 de gener del 1255 - 28 de novembre del 1262 nomenat arquebisbe d'Arle)
  - Seu administrada pels patriarques llatins de Jerusalem (1263-1291)

### Bisbes titulars de l'Acconensis
- Nicolau d'Arlon, O.Carm. † (27 de juny del 1344 - 1392 mort)
- Gualter, O.F.M. † (1392 - ?)
- Ludovic † (? deceduto)
- Roderic Àlvar, O.P  † (6 de juny del 1397 - ?)
- Frederic de Mulhouse, O.E.S.A. † (3 de març del 1399 - 1400 dimissió)
- Joan Ricard Blunt de Helde, O.F.M. † (11 de juny del 1400 - ?)
- Mateu de Luca, O.Cist. † (5 de desembre del 1403 - ?)
- Teodoric, O.P. † (? mort)
- Hermann, O.F.M. † (6 de març del 1415 - 8 de setembre del 1450 mort)
- Antoni † (? mort)
- Odó Garnerii, O.P. † (19 de gener del 1422 - ?)
- Johannes Goldener, O.E.S.A. † (14 de gener del 1451 - 25 de d'abril del 1475[9]
- Isidoro † (? mort)
- Enrico de Albertis † (2 de març del 1459 - 19 d'octubre del 1461 nomenat bisbe de Niça)
- Raimondo de Rota, O.P. † (6 de novembre del 1461 - ?)
- Arnaldo di Cambera, O.P. † (9 de maig del 1491 - ?)
- Martin von Fürstenwalde, O.P. † (26 de novembre del 1503 - ?)
- Alberto Polonus, O.P. † (1513 - ?)
- Heinrich Leucker, O.P. † (18 de desembre del 1514 - ?)
- Bernard von Sachsen, O.Cist. † (23 de març del 1519 - després del 1536 mort)
- Michael de Vehe, O.P. † (21 de febrer del 1539 - 1539 mort)
- Johannes Monsaugis, O.P. † (29 d'octubre del 1539 - ?)
- Johannes Kridt † (19 de març del 1550 - ?)
- Gerolamo † (després del 1574 - ? mort)
- Angelo di Grado, O.F.M.Conv. † (17 d'octubre del 1588 - 28 de març del 1620 mort)
- Nikolaus Arresdorf, O.F.M.Conv. † (27 de novembre del 1592 - 28 de març del 1620 mort)
- Johann Nikolaus Claessens † (8 d'agost del 1622 - 1 d'abril del 1650 mort)
- Giovanni Battista de Righis, O.P. † (12 de desembre del 1672 - ?)
- Thomas Joseph Talbot † (26 de febrer del 1766 - 24 de febrer del 1795 mort)
- Pietro Leopardi † (31 de març del 1806 - 17 de juliol del 1807 mort)
- Maciej Paweł Możdżeniewski † (10 de juliol del 1815 - 5 d'abril del 1819 mort)
- Pietro Gravina Luzzena † (11 de juliol del 1836 - ?)
- Sant Marie-Nicolas-Antoine Daveluy, M.E.P. † (13 de novembre del 1855 - 30 de març del 1866 mort)

### Bisbes titulars de la diòcesi de Ptolemaida de Fenícia
- Luiz de Castro Pereira, C.S.I. † (29 d'octubre del 1804 - 1 d'agost del 1822 mort)
- Giovanni Antonio Balma, O.M.V. † (5 de setembre del 1848 - 27 d'octubre del 1871 nomenat arquebisbe de Càller)
- Carmelo Pascucci † (27 d'octubre del 1871 - 22 d'abril del 1874 mort)
- Cassien-Léonard de Peretti † (31 de març del 1875 - 22 de febrer del 1892 mort)
- José Marcondes Homem de Melo † (6 de desembre del 1906 - 9 d'agost del 1908 nomenat bisbe de São Carlos do Pinhal)
- Augustin Dontenwill, O.M.I. † (29 de gener del 1909 - 30 de novembre del 1931 mort)
- Louis-Eugène-Arsène Turquetil, O.M.I. † (15 de desembre del 1931 - 14 de juny del 1955 mort)
- Edmundo Luís Kunz † (1 d'agost del 1955 - 12 de setembre del 1988 mort)